# Gimialcón
Gimialcón es un municipio y localidad de España perteneciente a la provincia de Ávila, en la comunidad autónoma de Castilla y León.  Tiene una población de 66 habitantes (INE 2024).
Fue fundado como Xemenfalcón en época medieval, entre los siglos X y XIII, con repoblaciones de riojanos y vasconavarros.

## Geografía
La localidad está situada a una altitud de 948 m s. n. m.
| Noroeste: Cantaracillo (provincia de Salamanca)     | Norte: Cantaracillo (provincia de Salamanca) | Noreste: Flores de Ávila     |
| Oeste: Cantaracillo (provincia de Salamanca)        |                                              | Este: Salvadiós              |
| Suroeste: Mancera de Abajo (provincia de Salamanca) | Sur: Blascomillán                            | Sureste: Narros del Castillo |

## Demografía
Gimialcón cuenta con una población de 66 habitantes (INE 2024).
| Gráfica de evolución demográfica de Gimialcón entre 1842 y 2021                                                       |
| |
| Población de derecho según los censos de población del INE. Población de hecho según los censos de población del INE. |